# Ledamöter av Europaparlamentet från Lettland 2009–2014
Ledamöter av Europaparlamentet från Lettland 2009–2014 förtecknar ledamöter som representerar Lettland i Europaparlamentet under mandatperioden 2009–2014. Lettland hade vid ingången av denna mandatperiod åtta mandat och efter ikraftträdandet av Lissabonfördraget december 2011 nio mandat.
| Namn                    | Lettländskt parti                          | Grupp i Europaparlamentet | Bild | Kommentar          |
| ----------------------- | ------------------------------------------ | ------------------------- | ---- | ------------------ |
| Ivars Godmanis          | Latvia's First Party/Latvian Way           | ALDE                      |      |                    |
| Sandra Kalniete         | Medborgarunionen                           | EPP                       |      |                    |
| Arturs Krišjānis Kariņš | Ny era                                     | EPP                       |      | Från december 2011 |
| Aleksandrs Mirskis      | Harmonicenter                              | S&D                       |      |                    |
| Alfrēds Rubiks          | Lettlands socialistiska parti              | GUE/NGL                   |      |                    |
| Kārlis Šadurskis        | Medborgarunionen                           | EPP                       |      |                    |
| Inese Vaidere           | Medborgarunionen                           | EPP                       |      |                    |
| Tatjana Ždanoka         | För mänskliga rättigheter i enade Lettland | EFA                       |      |                    |
| Roberts Zīle            | För mänskliga rättigheter i enade Lettland | ECR                       |      |                    |